# Victor von Schirach
Victor Apollinaire Bartolomei von Schirach-Szmigiel (Estocolmo, 24 de mayo de 1984), conocido profesionalmente como Victor von Schirach, es un actor, director y productor sueco.

## Carrera
Tras asistir a varios institutos de arte dramático más pequeños, se graduó en La Academia de Música y Arte Dramático de la Universidad de Gotemburgo en 2012. Von Schirach saltó a la fama en 2011 con la popular serie de televisión El mundo de Elsa como el extravagante Johan, uno de los personajes principales. La serie fue vista por 1,4 millones de telespectadores suecos.
En 2012, von Schirach interpretó al personaje principal Janne en el largometraje sueco Aerobics - Una historia de amor, dirigido por Anders Rune, y en la próxima secuela de la serie de televisión sueca El puente, que fue nominada al premio BAFTA a la mejor serie de televisión internacional.

## Filmografía

### Cine
| Año  | Título                                                    | Función                              | Notas |
| ---- | --------------------------------------------------------- | ------------------------------------ | ----- |
| 2009 | Hjälp                                                     | Ayudante de Dan Carter (Chevy Chase) |       |
| 2011 | Irene Huss - En man med litet ansikte                     | Stefan Sandberg                      |       |
| 2012 | Arne Dahl - Ont blood                                     | Tommy Nyberg                         |       |
| 2013 | Aerobics                                                  | Janne                                |       |
| 2013 | El puente (serie de televisión danesa/sueca) El puente II | Thomas                               |       |

### Televisión
| Año  | Título             | Función | Notas                           |
| ---- | ------------------ | ------- | ------------------------------- |
| 2011 | Elsas Värld        | Johan   | Todos los episodios (2011-2012) |
| 2019 | The Mallorca Files | Jens    | S1:E10 "El Ex-Factor"           |